# Metapenaeopsis fusca
Metapenaeopsis fusca är en kräftdjursart som beskrevs av R. J. G. Manning 1988. Metapenaeopsis fusca ingår i släktet Metapenaeopsis och familjen Penaeidae. Inga underarter finns listade i Catalogue of Life.